# شهرستان وود (ویسکانسین)
شهرستان وود، ویسکانسین (به انگلیسی: Wood County, Wisconsin) یک سکونتگاه مسکونی در ایالات متحده آمریکا است که در ویسکانسین واقع شده‌است.

## خصوصیات
شهرستان وود ۲٬۰۹۵٫۳۱ کیلومترمربع مساحت دارد.